# Futbol'ny Klub Babrujčanka
Il Futbol'ny Klub Babrujčanka (in bielorusso Футбольны Клуб Бабруйчанка) è un club calcistico femminile bielorusso di Babrujsk.
Milita nel massimo campionato di calcio del suo Paese.

## Storia
Il club è stato fondato nel 1991 con il nome di Trikotazhnitsa, denominazione mantenuta fino alla fine della stagione 1995. Durante questo periodo la squadra un campionato ed una coppa nazionale. In seguito disputa la stagione 1996 con il nuovo nome, Belkar, mantenuto però solo per la stagione medesima, conclusa con il primo double nella storia del club. Dalla stagione 1997 la squadra assume la denominazione, tuttora corrente, di Bobruichanka. Sotto la nuova dicitura il club ha vinto altre dieci volte il titolo di campione nazionale, otto Coppe di Bielorussia e due Supercoppe di Bielorussia (manifestazione, quest'ultima, istituita solo a partire dal 2010).
Dati in numerosi titoli di campione nazionale vinti, la squadra ha rappresentato la Bielorussia in molteplici edizioni della Champions League. Nell'edizione 2004-05 raggiunge i quarti di finale della competizione, ed è, ad oggi, il miglior risultato ottenuto dal Bobruichanka sul palcoscenico europeo.

## Palmarès
- Campionato bielorusso: 12

1994, 1996, 1997, 1998, 1999, 2000, 2001, 2002, 2003, 2010, 2011, 2012
- Coppa di Bielorussia: 10

1995, 1996, 1997, 1998, 1999, 2000, 2001, 2002, 2003, 2008
- Supercoppa bielorussa: 2

2011, 2012

## Risultati nelle competizioni UEFA
| Stagione | Competizione     | Fase                         | Avversario           | Risultato | Risultato | Risultato |
| Stagione | Competizione     | Fase                         | Avversario           | andata    | ritorno   | aggregato |
| -------- | ---------------- | ---------------------------- | -------------------- | --------- | --------- | --------- |
| 2001-02  | UEFA Women's Cup | fase a gironi                | Eendracht Aalst      | 4-1       | 4-1       | 4-1       |
| 2001-02  | UEFA Women's Cup |                              | Trondheims-Ørn       | 1-6       | 1-6       | 1-6       |
| 2001-02  | UEFA Women's Cup |                              | KR Reykjavík         | 3-1       | 3-1       | 3-1       |
| 2002-03  | UEFA Women's Cup | fase a gironi                | Breiðablik           | 3-2       | 3-2       | 3-2       |
| 2002-03  | UEFA Women's Cup |                              | Codru Anenii Noi     | 6-0       | 6-0       | 6-0       |
| 2002-03  | UEFA Women's Cup |                              | Fortuna Hjørring     | 0-3       | 0-3       | 0-3       |
| 2003-04  | UEFA Women's Cup | fase a gironi, secondo turno | Aegina               | 2-3       | 2-3       | 2-3       |
| 2003-04  | UEFA Women's Cup |                              | Gomrukçu Baku        | 1-0       | 1-0       | 1-0       |
| 2003-04  | UEFA Women's Cup |                              | Schwerzenbach        | 1-1       | 1-1       | 1-1       |
| 2004-05  | UEFA Women's Cup | fase a gironi, primo turno   | Codru Anenii Noi     | 2-0       | 2-0       | 2-0       |
| 2004-05  | UEFA Women's Cup |                              | Pärnu                | 2-1       | 2-1       | 2-1       |
| 2004-05  | UEFA Women's Cup |                              | Viktória Szombathely | 3-1       | 3-1       | 3-1       |
| 2004-05  | UEFA Women's Cup | fase a gironi, secondo turno | Mašinac              | 0-0       | 0-0       | 0-0       |
| 2004-05  | UEFA Women's Cup |                              | Umeå                 | 1-5       | 1-5       | 1-5       |
| 2004-05  | UEFA Women's Cup |                              | Krka Novo Mesto      | 4-0       | 4-0       | 4-0       |
| 2004-05  | UEFA Women's Cup | quarti di finale             | Trondheims-Ørn       | 0-4       | 1-2       | 1-6       |
| 2011-12  | Champions League | gironi di qualificazione     | Crusaders Strikers   | 7-0       | 7-0       | 7-0       |
| 2011-12  | Champions League |                              | Osijek               | 0-1       | 0-1       | 0-1       |
| 2011-12  | Champions League |                              | NSA Sofia            | 3-0       | 3-0       | 3-0       |
| 2011-12  | Champions League | sedicesimi di finale         | Arsenal              | 0-4       | 0-6       | 0-10      |
| 2012-13  | Champions League | gironi di qualificazione     | Ekonomist            | 5-1       | 5-1       | 5-1       |
| 2012-13  | Champions League |                              | Slovan Bratislava    | 2-3       | 2-3       | 2-3       |
| 2012-13  | Champions League |                              | Unia Racibórz        | 0-5       | 0-5       | 0-5       |
| 2013-14  | Champions League | gironi di qualificazione     | Ada Velipojë         | 3-1       | 3-1       | 3-1       |
| 2013-14  | Champions League |                              | Pomurje              | 1-3       | 1-3       | 1-3       |
| 2013-14  | Champions League |                              | Unia Racibórz        | 0-0       | 0-0       | 0-0       |

## Organico

### Rosa 2015
Rosa delle giocatrici della stagione 2015 aggiornata al novembre 2015
| N. |                        | Ruolo | Calciatrice                  |
| -- | ---------------------- | ----- | ---------------------------- |
| 1  | Bielorussia (bandiera) | P     | Svetlana Novikova (capitano) |
| 3  | Bielorussia (bandiera) | C     | Anastasia Kunitskaya         |
| 7  | Nigeria (bandiera)     | A     | Loveth Ayila                 |
| 8  | Bielorussia (bandiera) | C     | Olga Manzhuk                 |
| 9  | Bielorussia (bandiera) | A     | Irina Tretyakova             |
| 10 | Bielorussia (bandiera) | A     | Olga Davydovich              |
| 11 | Bielorussia (bandiera) | C     | Ekaterina Yeschik            |
| 12 | Bielorussia (bandiera) | P     | Maria Dashkovskaya           |
| 14 | Bielorussia (bandiera) | C     | Zoya Malinovskaya            |

| N. |                               | Ruolo | Calciatrice           |
| -- | ----------------------------- | ----- | --------------------- |
| 15 | Nigeria (bandiera)            | D     | Joy Jegede            |
| 16 | Nigeria (bandiera)            | P     | Tochukwu Oluehi       |
| 17 | Bielorussia (bandiera)        | C     | Elena Buzinova        |
| 18 | Nigeria (bandiera)            | C     | Jane David            |
| 25 | Bielorussia (bandiera)        | A     | Tatiana Loginova      |
| 33 | Nigeria (bandiera)            | D     | Queen Ejovwo          |
| 38 | Bielorussia (bandiera)        | D     | Alla Martyniuk        |
| 44 | Guinea Equatoriale (bandiera) | A     | Gloria Chinasa Okoro  |
| 77 | Bielorussia (bandiera)        | D     | Ekaterina Kuchinskaya |